# Commission nationale des titres-restaurant
La Commission nationale des titres-restaurant (CNTR) est une administration publique française chargée de coordonner le système des titres-restaurant.

## Missions
La commission assure un rôle d'information, de proposition et de médiation. Dotée de pouvoirs décisionnels et de contrôle, elle est l'interlocuteur unique des commerçants (restaurateurs et non restaurateurs) et des pouvoirs publics pour gérer le système des titres-restaurant.

## Composition
La Commission Nationale des Titres-Restaurant est composée de 30 membres - qui ne sont pas rémunérés  - représentant les organisations professionnelles et syndicales les plus représentatives des employeurs (5 membres) et des salariés (5 membres), des syndicats de restaurateurs (6 membres) et des entreprises émettrices de titres-restaurant (14 membres).
Les organisations et entreprises représentées à la Commission sont désignées par arrêté conjoint des deux autorités ministérielles assurant la tutelle du dispositif des titres-restaurant (Economie et Travail).
Le Bureau qui gère les activités générales de la Commission et assure sa représentation auprès des ministères et administrations est composé de quatre memebres, représant chacun un collège, un Président, deux Vice-Président et un Trésorier. La présidence du Bureau est assurée alternativement par un représentant des organisations d’employeurs et par un représentant des organisations syndicales ouvrières représentées à la Commission.